# Revalina S. Temat
Revalina Trinovianti, née le 26 novembre 1985 à Jakarta, est une actrice indonésienne.

## Biographie
Elle a commencé sa carrière en tant que candidate sur GADIS Sampul en 1999, puis a commencé à travailler comme mannequin et comme actrice dans des feuilletons et des films. Elle est apparue dans les feuilletons éclaboussure, Sangkuriang, Mon amour sur le Blue Campus 2 et Oignon et ail. Elle est également apparue dans les films Pocong 2 (2006) et Femmes avec colliers turban (2009), pour lesquels elle a été nommée pour le prix Citra de la meilleure actrice principale au Festival du film indonésien en 2009. Elle a également joué dans une collaboration dramatique entre Indonésie et Corée intitulée Saranghae I Love You, avec le chanteur coréen Tim Hwang.